# Haplopoma sciaphilum
Haplopoma sciaphilum är en mossdjursart som beskrevs av Silén och Harmelin 1976. Haplopoma sciaphilum ingår i släktet Haplopoma och familjen Haplopomidae. Inga underarter finns listade i Catalogue of Life.